# ウーメラ移住受付処理センター
座標: 南緯31度11分7秒 東経136度48分27秒 / 南緯31.18528度 東経136.80750度

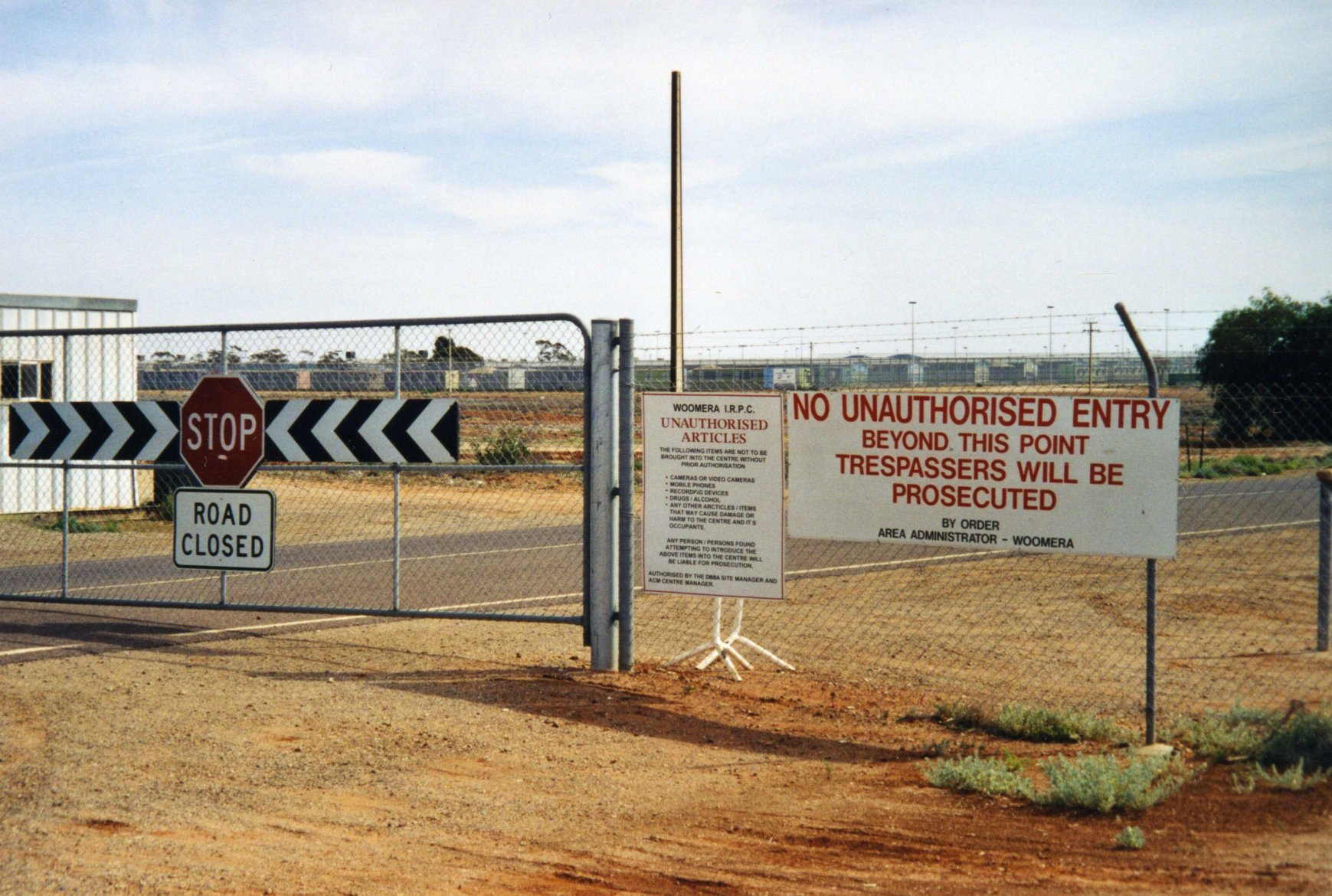
ウーメラIRPC の入り口

ウーメラ移住受付処理センター（英語: Woomera Immigration Reception and Processing Centre, Woomera IRPC）は、1999年11月から2003年11月までオーストラリアのウーメラ近郊に存在した移住者収容施設。

## 年表
- 1990年代前半：キーティングオーストラリア労働党は増加する不法移民に義務収容（マンデイトリー収容）を実施、1990年代後半の不法移民増加によってポートヘドランド、カーティン（Curtin）の移住受付処理センター（IRPC）は定員になり、他の収容所を補完する形で、ウーメラ西建設キャンプ（'Woomera West Construction Camp'）を移住受付処理センターとして使用。
  - オーストラリア移民・多文化・先住民事項庁（Department of Immigration and Multicultural and Indigenous Affairs, DIMIA）との契約のもと、アメリカ合衆国の警備保障会社　Wackenhut 　の子会社、Australasian Correctional Management(ACM) が運営。

- 2000年4月：収容人数が最多。約1500名。
- 2000年6月：収容者480名が脱走し2日間の抗議運動。
- 2000年8月：60-80名の収容者による3日間の暴動と火災[1]。
- 2000年11月：収容者30名によるハンガーストライキ。
- 2002年1月：収容者200名によるハンガーストライキ。
  - 2002年イースター（復活祭）：収容者1000名が難民義務収容の抗議運動。
- 2003年4月：児童虐待を含む人権、暴動、施設規模などの問題から閉鎖。収容者はバクスター移住受付処理センター（Baxter Immigration Reception and Processing Centre）に移送。
  - 2003年11月よりオーストラリア防衛庁（Australian Department of Defence）施設。
- 2004年："Camp Rapier"に改名[1]。